# Rakesh Kalaskar
Rakesh Kalaskar (ur. 23 maja 1989) − indyjski bokser kategorii lekkiej.

## Kariera amatorska
W 2005 był uczestnikiem mistrzostw świata kadetów w Liverpoolu. W pierwszej swojej walce przegrał z Kubańczykiem Yordanem Frometą, późniejszym zwycięzcą tych zawodów. W 2006 był finalistą juniorskiego turnieju rozgrywanego co rok w mieście Mostar. W finale pokonał go reprezentant gospodarzy, Bośniak Dzemal Fetahović. W maju 2007 uczestniczył w polskim turnieju gazety pomorskiej. W pierwszym swoim pojedynku zmierzył się z Azerem Familem Sülejmanowem, z którym przegrał przed czasem w czwartym starciu. Azer został później zwycięzcą tych zawodów w kategorii lekkiej. W lipcu 2007 został wicemistrzem mistrzostw Wspólnoty Narodów w kategorii lekkiej. W walce o półfinał pokonał reprezentanta Kanady Piera-Oliviera Côté, wygrywając na punkty (20:10). W półfinale pokonał reprezentanta Tanzanii Petro Mtagwę, wygrywając minimalnie na punkty (22:20). W finale lepszy okazał się reprezentant gospodarzy Thomas Stalker, który zwyciężył wysoko na punkty (10:32). W grudniu tego samego roku został wicemistrzem Azji juniorów w kategorii lekkiej.
W lipcu 2008 był półfinalistą czeskiego turnieju Grand Prix rozgrywanego każdego roku w Usti. W półfinale przegrał na punkty z Australijczykiem Toddem Kiddem. We wrześniu tego samego roku został wicemistrzem Indii w kategorii lekkiej. W finale przegrał na punkty (9:22) z Amandeepem Singhem. W 2009 ponownie został wicemistrzem Indii w kategorii lekkiej. W finale pokonał go minimalnie, po dogrywce Vikash Malik. W 2010 również uczestniczył w mistrzostwach Indii. Kalaskar został jednak wyeliminowany już w pierwszej walce, nie zdobywając żadnego medalu.